# Fly E135
Fly E135 — мультимедийный тачфон компании Fly с двумя сим-картами.
Поступил в продажу в 2009 году.
В апреле 2010 года поступила в продажу модификация E135 TV с функцией аналогового ТВ и предустановленными приложениеми Idea Widgets.

## Технические характеристики
Fly E135 выполнен из пластика. 3,2 дюймовый широкоформатный сенсорный экран занимает почти всю лицевую часть поверхности телефона. На главном экране телефона присутствуют три рабочих стола, которые можно заполнять виджетами. Главное меню телефона можно организовать в соответствии с индивидуальными предпочтениями. Кроме этого на главном экране имеется полоса с иконками для быстрого доступа к различным функциям.
Fly E135 оснащён аудио и видео плеером, FM приемником, фотокамерой 3,2 Мпикс. Поддерживает microSD\microSDHC карты объёмом до 16 Гб.
Аппарат может подключаться к другим устройствам через Mini-USB, Bluetooth 2.0 (FTP/A2DP/AVRCP). Имеется порт 3,5 мм «мини-джек». При подключении через USB происходит зарядка аккумулятора. Предусмотрено наличие доступа в интернет по протоколам WAP 2.0, GPRS, EDGE. Установлен E-mail клиент.
Телефон имеет встроенный органайзер с функциями напоминания, создания и редактирования заметок и задач, конвертером валют, календарём, будильником и калькулятором. Имеется встроенное ПО для чтения документов MS Office.
В аппарате используется Li-Ion аккумулятор Fly BL3907 емкостью 1050 мА·ч. Телефон способен работать до 5 часов в режиме разговора и до 400 часов в режиме ожидания. В режиме аудиоплейера способен работать 35 часов с наушниками и 12 часов через динамик.